# Бишофсверда
Бишофсверда (на немски: Bischofswerda; на горнолужишки: Biskupicy) е град в Германия, разположен в окръг Бауцен, провинция Саксония. Към 31 декември 2011 година населението на града е 11 964 души.